# 4605 Nikitin
4605 Nikitin (1987 SV17) là một tiểu hành tinh vành đai chính được phát hiện ngày 18 tháng 9 năm 1987 bởi L. I. Chernykh ở Nauchnyj.